# Солуха Віктор Дмитрович
Вихтір Солуха (1870 — 1937) — український державний діяч, член III Державної думи від Київської губернії, священник. 

## Життєпис
Мав 38 десятин церковної землі. 
Після закінчення Київської духовної семінарії в 1892, протягом двох років одночасно служив учителем, законовчителем і псаломщиком. 
У 1894 висвячений на священника, служив у селі Македони Канівського повіту. Був місіонером і помічником благочинного. 
У 1907 обраний членом III Державної думи від Київської губернії. Входив до фракції октябристів, з 2-ї сесії — до фракції прогресистів, а з 3-ї сесії — безпартійний. Був членом комісій у справах православної церкви та продовольства. 
Завдяки записам, що збереглися в метричних книгах, відомо, що Солуха працював священником у церкві села Македони Канівського повіту Київської губернії як мінімум до 1921. Перший запис в метричній книзі с. Македони, завірений Вихтором Солухою, датований 02.07.1903 (за старим стилем). 